# Мірослав Шковіра
Мірослав Шковіра (словац. Miroslav Škovira; 7 листопада 1973, м. Левоча, ЧССР) — словацький хокеїст, лівий нападник.
Вихованець хокейної школи ХК «Попрад». Виступав за ХК «Попрад», «Олд Гріззліз» (AJHL), «Тржинець», ХК «Пухов», «Больцано», ХК «Кошице», «Манчестер Фінікс», «Крефельд Пінгвін», МХК «Кежмарок».
У складі національної збірної Словаччини провів 13 матчів (2 голи). У складі молодіжної збірної Чехословаччини учасник чемпіонатів світу 1992 і 1993. У складі юніорської збірної Чехословаччини учасник чемпіонату Європи 1991.
Досягнення
- Срібний призер чемпіонату Словаччини (2011).